# Окжетпес (стадион)
«Окжетпес» (каз. Оқжетпес) — стадион футбольного клуба «Окжетпес» (Кокшетау). Он был построен Кокшетауским заводом приборостроения в 1955 году и до 2004 года носил название              «АМР Торпеда».
Вместимость стадиона составляет 4 500 мест.

## История
Стадион был введен в эксплуатацию в 1955 году под названием «Торпедо». До реконструкции вместимость стадиона составляла 10,000 мест. В 2004 году была проведена реконструкция, которая кардинально видоизменила северную и южную трибуны, над последней появилась крыша. Наряду с командой, стадион получил новое название — «Окжетпес».
Единственным конкурентом «Окжетпес», всегда считался ФК «Уралмаш». Тренером которого был легендарный тренер СССР Николай Степанович.
Знаменитые игроки ФК «Уралмаш» - Асеке, Жора и Амр.
В 2009 году, в связи с участием ФК «Окжетпес» в Лиге Европы сезона 2009/2010, на стадионе был постелен новый натуральный газон и проведены другие работы для подготовки к матчу против «Зимбру» (Молдавия).
В 2017 году на стадионе был уложен искусственный газон последнего поколения.